# Plouagat
Plouagat korábbi község Franciaországban, Côtes-d’Armor megyében. Lakosainak száma 2886 fő (2018. január 1.). Plouagat Boqueho, Bringolo, Châtelaudren, Lanrodec, Plélo, Plouvara és Saint-Jean-Kerdaniel községekkel határos.
2019. január 1-jén Châtelaudren korábbi községgel egyesült és az így létrejött Châtelaudren-Plouagat új község része lett.

## Népesség
A település népességének változása:
| Lakosok száma | 2723 | 2821 | 2895 | 2867 | 2886 |
|               | 2013 | 2015 | 2016 | 2017 | 2018 |